# Егорова, Сицилия Фёдоровна
Сици́лия Фёдоровна Его́рова (в девичестве Си́монова; Кишинёв, Бессарабия, Румыния — ?) — оверлочница Кишинёвской трикотажной фабрики № 2 Молдавского совнархоза, Герой Социалистического Труда (1960).

## Биография
Родилась в 1928 году в Кишинёве, центре Бессарабии, в составе Румынии (ныне — столица Молдавии) в семье крестьян. По национальности молдаванка.
В августе 1944 года устроилась на только что открытую Кишинёвскую трикотажную фабрику № 2, получила специальность швеи, а также 11 смежных специальностей. Впоследствии стала бригадиром швейного цеха № 2, за регулярное выполнение плана на 135—140 процентов и высокое качество продукции бригада получила звание бригады отличного качества.
Указом Президиума Верховного Совета СССР от 7 марта 1960 года «за выдающиеся достижения в труде и особо плодотворную общественную деятельность» удостоена звания Героя Социалистического Труда с вручением ордена Ленина и золотой медали «Серп и Молот».
Трудилась на Кишинёвской трикотажной фабрике № 2 (входила в трикотажное объединение «Стяуа Рошие» — крупнейшее в Молдавии специализированное трикотажное предприятие, ныне закрытое).
Избиралась депутатом Верховного Совета Молдавской ССР 4—5-го созывов (1955—1962), Кишинёвского городского Совета депутатов трудящихся, членом Ленинского райкома Компартии Молдавии (город Кишинёв). Делегат XXII съезда КПСС (1961), X—XII съездов Компартии Молдавии (1961, 1963, 1966). Председатель совета наставников швейного цеха № 2 Кишинёвского трикотажного объединения «Стяуа Рошие».
Жила в Кишинёве.
Награждена орденами Ленина (07.03.1960), Трудового Красного Знамени (04.03.1976), медалями.